# Jordie Benn
Phillip Jordan Ellis "Jordie" Benn, född 26 juli 1987, är en kanadensisk före detta professionell ishockeyback. 
Han har tidigare spelat på NHL-nivå för Vancouver Canucks, Montreal Canadiens och Dallas Stars och på lägre nivåer för Texas Stars i AHL, Victoria Salmon Kings i ECHL, Allen Americans i CHL. och Brynäs IF i Hockeyallsvenskan

## Klubblagskarriär

### NHL

#### Dallas Stars
Benn blev aldrig draftad av någon NHL-organisation men skrev på ett entry level-kontrakt med Dallas Stars den 2 juli 2011.

#### Montreal Canadiens
Han tradades den 28 februari 2017 till Montreal Canadiens i utbyte mot Greg Pateryn och ett val i fjärde rundan i NHL-draften 2017.

#### Vancouver Canucks
Den 1 juli 2019 skrev han som free agent på ett tvåårskontrakt värt 4 miljoner dollar med Vancouver Canucks.

#### Winnipeg Jets
Den 12 april 2021 tradades han till Winnipeg Jets i utbyte mot ett draftval i sjätte rundan i NHL-draften 2021.
Brynäs IF
Den 14 oktober 2023 skrev han på ett ettårskontrakt med Brynäs IF.

## Privatliv
Han är äldre broder till ishockeyspelaren Jamie Benn som spelar för Dallas Stars.

## Statistik
| 2003–2004  | Peninsula Panthers    | VIJHL      | 9   | 2  | 3  | 5   | 2   | —  | — | — | —  | —  |
| 2004–2005  | Peninsula Panthers    | VIJHL      | 45  | 5  | 21 | 26  | 35  | —  | — | — | —  | —  |
|            | Victoria Salsa        | BCHL       | 4   | 0  | 1  | 1   | 6   | 1  | 0 | 0 | 0  | 2  |
| 2005–2006  | Victoria Salsa        | BCHL       | 55  | 5  | 20 | 25  | 61  | 16 | 1 | 5 | 6  | 6  |
| 2006–2007  | Victoria Grizzlies    | BCHL       | 53  | 4  | 37 | 41  | 62  | 11 | 1 | 7 | 8  | 22 |
| 2007–2008  | Victoria Salsa        | BCHL       | 60  | 15 | 32 | 47  | 78  | 11 | 2 | 8 | 10 | 8  |
| 2008–2009  | Victoria Salmon Kings | ECHL       | 55  | 1  | 11 | 12  | 26  | 3  | 0 | 0 | 0  | 0  |
| 2009–2010  | Allen Americans       | CHL        | 45  | 9  | 9  | 18  | 55  | 20 | 2 | 9 | 11 | 12 |
| 2010–2011  | Texas Stars           | AHL        | 60  | 2  | 10 | 12  | 39  | 1  | 0 | 0 | 0  | 0  |
| 2011–2012  | Dallas Stars          | NHL        | 3   | 0  | 2  | 2   | 0   | —  | — | — | —  | —  |
|            | Texas Stars           | AHL        | 62  | 9  | 23 | 32  | 33  | —  | — | — | —  | —  |
| 2012–2013  | Dallas Stars          | NHL        | 26  | 1  | 5  | 6   | 10  | —  | — | — | —  | —  |
|            | Texas Stars           | AHL        | 43  | 7  | 14 | 21  | 33  | 7  | 0 | 2 | 2  | 10 |
| 2013–2014  | Dallas Stars          | NHL        | 78  | 3  | 17 | 20  | 30  | 6  | 0 | 3 | 3  | 2  |
| 2014–2015  | Dallas Stars          | NHL        | 73  | 2  | 14 | 16  | 34  | —  | — | — | —  | —  |
| 2015–2016  | Dallas Stars          | NHL        | 64  | 3  | 9  | 12  | 21  | 1  | 0 | 0 | 0  | 4  |
| 2016–2017  | Dallas Stars          | NHL        | 58  | 2  | 13 | 15  | 24  | —  | — | — | —  | —  |
|            | Montreal Canadiens    | NHL        | 13  | 2  | 0  | 2   | 4   | 6  | 0 | 0 | 0  | 6  |
| 2017–2018  | Montreal Canadiens    | NHL        | 77  | 4  | 11 | 15  | 34  | —  | — | — | —  | —  |
| 2018–2019  | Montreal Canadiens    | NHL        | 81  | 5  | 17 | 22  | 39  | —  | — | — | —  | —  |
| NHL totalt | NHL totalt            | NHL totalt | 473 | 22 | 88 | 110 | 196 | 13 | 0 | 3 | 3  | 12 |
| AHL totalt | AHL totalt            | AHL totalt | 165 | 18 | 47 | 65  | 105 | 8  | 0 | 2 | 2  | 10 |